# Richard Lyons (guardián de la Casa de la Moneda)
Sir Richard Lyons PC, MP (1310 - 1381) fue un próspero comerciante, financiero y promotor inmobiliario de la City de Londres, que mantuvo un monopolio sobre la venta de vino dulce en Londres, durante el siglo XIV. Fue Consejero Privado, Concejal de la Ciudad, miembro de la Worshipful Company of Vintners y sirvió como Sheriff de Londres y como MP de Essex.
Lyons fue amigo de toda la vida del poeta Geoffrey Chaucer. Fue asesinado por Wat Tyler durante la Rebelión de Wat Tyler.

## Familia y amigos
Sir Richard fue el miembro más famoso de la familia Lyons durante el siglo XIV: era miembro de la rama de Norfolk de la familia. Era hijo ilegítimo de padre lionés y madre flamenca.
Lyons fue amigo de toda la vida del poeta Geoffrey Chaucer y del padre de Chaucer, un compañero vinatero. Lyons empleó a Geoffrey como su ayudante o contralor: aunque Lyons se involucró consistentemente en un vasto fraude, a una escala sin precedentes, del que Geoffrey Chaucer era necesariamente consciente, Geoffrey Chaucer certificó repetidamente al Tesoro, en 1374 y 1375, que Lyons no estaba cometiendo ningún fraude. Lyons fue también amigo de toda la vida de Juan de Gante.

## Carrera en la ciudad de Londres
Uno de los principales comerciantes de la City de Londres, Lyons era un financiero, comerciante de vino, lana, tela, hierro y plomo, armador y promotor inmobiliario. Tenía amplios intereses comerciales en Flandes y estaba muy involucrado en el comercio de ultramar.
Fue concejal de la City de Londres, miembro de la Compañía de Vinos, y sirvió como «Sheriff de Londres».  Lyons fue nombrado caballero[2] y sirvió como Consejo privado y como agente financiero de Eduardo III. También fue el Jefe de una Comisión convocada para investigar un ataque a los barcos mercantes portugueses, en 1371, «Guardián del Dinero del Rey» en la Torre de Londres, en 1375, Recaudador de las Costumbres Menores, en 1373, y Recaudador de Costumbres y Subsidios en 1375.

## Monopolio en la venta de vino dulce
En virtud de su ingeniería fraudulenta en el mercado del vino, Lyons se aseguró un monopolio práctico en el mercado del vino de Londres, que duró hasta su destitución: alquiló a la City las tres únicas tabernas de Londres a las que se permitía vender vinos dulces. Se ha supuesto que actuó como corredor de la familia bancaria Bardi de Florencia, de la que recibió una gran comisión.

## Prosperidad
Lyons era extremadamente rico: En el momento de su muerte, poseía tierras en Essex, Kent, Suffolk, Surrey, Sussex, Middlesex, Hertfordshire, además de varias propiedades en Londres, incluyendo una gran casa contigua al Ayuntamiento de los mercaderes del Hanse de Alemania, en Thames Street, y una propiedad situada en Cosyn Lane en el Ropery. El anticuario isabelino John Stow señaló que la estatua de Lyons, en elparque St Martin Vintry, Londres, presentaba una gran cartera: en palabras de D. Carlson, «el hombre era una cartera».

## Fraude y extorsión
Junto con su asociado cercano y compañero Consejero Privado, William Latimer, 4º Barón Latimer, el Chambelán del Rey, Lyons estuvo involucrado en algunos fraudes financieros monumentales, incluyendo la extorsión, el retraso deliberado del mercado en varios puertos, la ingeniería del aumento de los precios de las importaciones extranjeras en todo el reino y el abuso de la posición de Lyons como recaudador del subsidio de lana para exportar su lana de otra manera que no sea a través de la grapa en Calais, evitando así los derechos. Por esto, Lyons y Latimer fueron acusados por el Good Parliament: este fue el primer caso de acusación en la ley. Después de su acusación, Lyons intentó sobornar a  Eduardo, el Príncipe Negro, a quien envió 1000 libras escondidas en un barril de esturión: Eduardo se negó a aceptar el soborno y encarceló a Lyons. Sin embargo, Eduardo murió más tarde en 1376, después de lo cual Lyons, debido a su favor con Juan de Gante, fue perdonado. Lyons sirvió como diputado por Essex en 1380 y estableció una fundación de canto perpetuo en la Iglesia de St James Garlickhithe, a la que donó vestimentas bordadas con leones. Se le conmemora en la Iglesia.

## Muerte
Lyons fue decapitado, en Cheapside, el 14 de junio de 1381, por Wat Tyler durante la  Revuelta Campesina de 1381.  Froissart sugiere que Lyons fue asesinado en venganza por el maltrato histórico de Wat Tyler: el cronista Knighton, en contradicción, sostiene que los campesinos rebeldes atacaron a Lyons como consecuencia de sus asociaciones con el fraude y la extorsión, que habían producido para su vasta riqueza.